# Algernon Rutter
Pour les articles homonymes, voir Rutter.
Algernon Rutter est un ancien joueur de rugby à XV anglais devenu, le 26 janvier 1871, le premier président de la Fédération anglaise de rugby à XV.